# Kastanjerugmees
De kastanjerugmees (Poecile rufescens; synoniem: Parus rufescens) is een zangvogel uit de familie  Paridae (mezen).

## Verspreiding en leefgebied
Deze soort komt voor langs de westkust van Noord-Amerika en telt drie ondersoorten:
- P. r. rufescens: van Alaska via westelijk Canada tot noordelijk en centraal Californië.
- P. r. neglectus: de kust van centraal Californië.
- P. r. barlowi: de kust van zuidelijk Californië.

## Status
De grootte van de populatie is niet gekwantificeerd maar aangenomen wordt dat de omvang van de populatie toeneemt. Op de Rode lijst van de IUCN heeft deze soort de status niet bedreigd.